# كريستيان أوزفالدو ألفاريز
كريستيان أوزفالدو ألفاريز (بالإسبانية: Cristian Osvaldo Álvarez)‏ (9 يناير 1978 ببوينس آيرس في الأرجنتين - ) هو لاعب كرة قدم أرجنتيني في مركز الدفاع. لعب مع أرجنتينوس جونيورز وأرسنال ساراندي وراسينغ سانتاندير ونادي تينيريفي ونادي قرطبة ونادي لانوس وسان مارتين دي سان خوان.

## وصلات خارجية
- كريستيان أوزفالدو ألفاريز على موقع Soccerway.com (الإنجليزية)